# Дом-музей Элизы Ожешко
Дом-музей Элизы Ожешко — дом в Гродно, где долгое время жила и умерла писательница Элиза Ожешко.
Текущий адрес: улица Ожешко, 17.

## История
Дом принадлежал адвокату Станиславу Нагорскому, второму мужу Ожешко. Писательница прожила в этом доме шестнадцать лет, вплоть до смерти в 1910 году; здесь она написала книгу рассказов «Меланхолики», повести «Австралиец» и «Ad astra».
Так как дом был расположен очень близко к проезжей части, и для тротуара оставалось мало места, то в 1976 году дом был снесен, а дальше от проезжей части была возведена точная копия здания; по сохранившимся фотографиям были воссозданы рабочий кабинет и малый салон, где Ожешко отдыхала у камина и принимала гостей.
Долгое время в здании размещалось региональное отделение Союза писателей Беларуси. В бывшей гостиной Элизы Ожешко находился кабинет, где работали известные прозаики — Василий Быков и Алексей Карпюк. Музей был открыт в 2001 году.
Знакомство посетителей с домом-музеем начинается с кабинета Элизы Ожешко. Подлинных вещей, связанных с жизнью писательницы, сохранилось немного; в их числе оригинальный фотопортрет с автографом и несколько гербариев, сделанных её руками. В гостиной сохранился камин, у которого писательница любила сидеть и разговаривать. Остальные экспонаты — стол, диван, книжный шкаф — лишь напоминают о той эпохе.
В остальных помещениях здания разместились молодёжный филиал областной научной библиотеки имени Карского и отдел литературы на иностранных языках.